# Korjakskaja Sopka
Korjakskaja Sopka (russisch Коря́кская со́пка; auch Korjakski, Коря́кский) ist ein Schichtvulkan auf der russischen Halbinsel Kamtschatka. Er liegt nahe der Awatschinskaja Sopka und etwa 30 Kilometer vom Pazifischen Ozean entfernt, außerdem ist er von der Regionshauptstadt Petropawlowsk-Kamtschatski aus sichtbar.
Der Schichtvulkan ist Teil des Pazifischen Feuerrings. Die Pazifische Platte schiebt sich an dieser Stelle nordwestwärts unter die ehemals als Westteil der Nordamerikanischen Platte angesehene Ochotsk-Platte. Das geschieht in der Gegend des Korjakski mit einer Geschwindigkeit von zirka 80 Millimeter pro Jahr.

## Geologische Geschichte

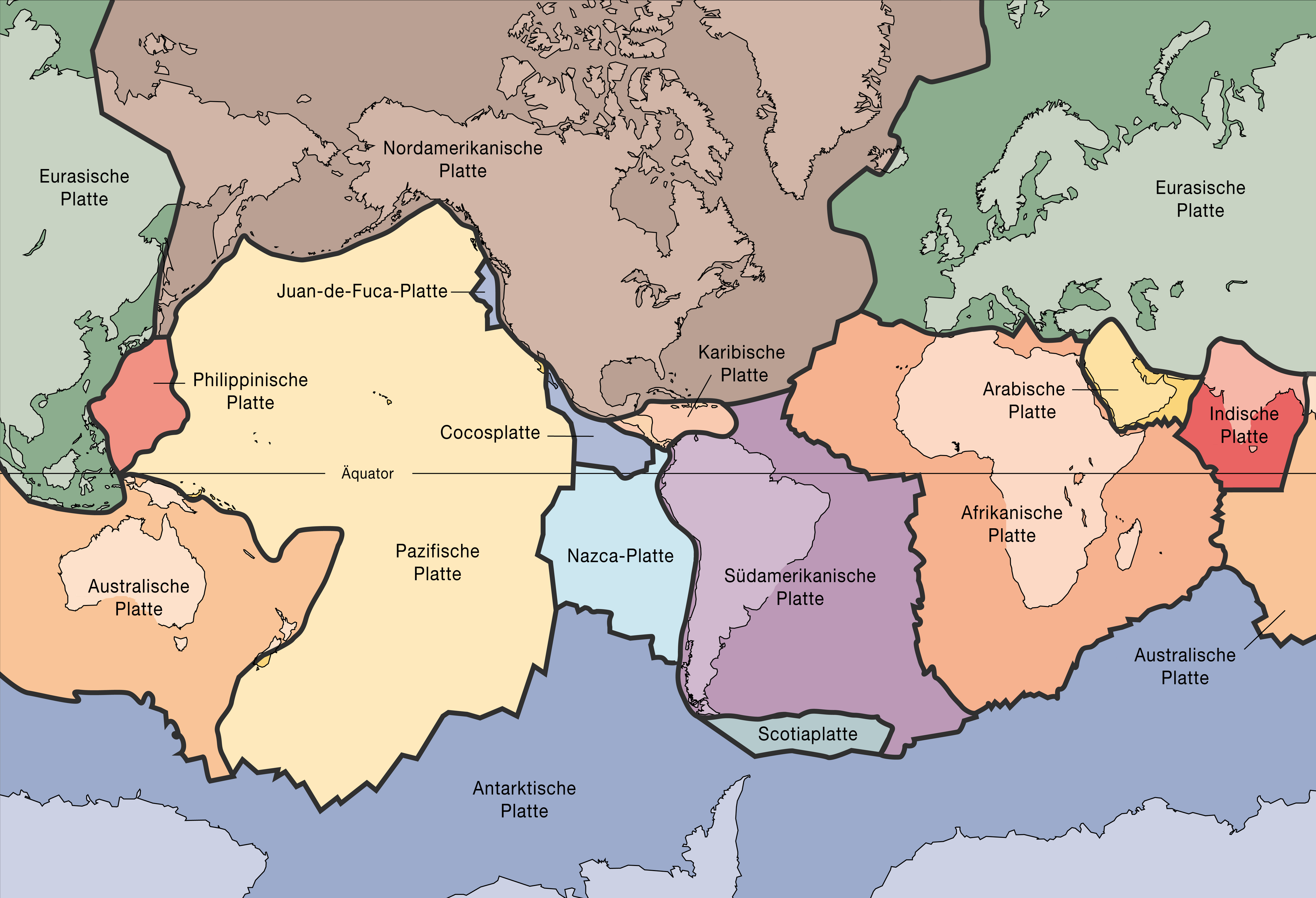
Übersicht Lithosphärenplatten

Korjakskaja Sopka war vermutlich über viele zehntausend Jahre aktiv. Die größten Eruptionen der letzten zehntausend Jahre fanden 5500 v. Chr., 1950 v. Chr. und 1550 v. Chr. statt. Sie verursachten große Lavaströme, deren erkaltete Überreste heute auf die Ausbrüche hinweisen.
Der erste aufgezeichnete Ausbruch ereignete sich 1890. Er war von aus Rissen an der Südwestflanke austretenden Lavamassen und phreatischen Explosionen geprägt. Fünf Jahre später glaubte man, einen weiteren Ausbruch zu beobachten. Die vom Berg aufsteigenden Wolken, zunächst fälschlich als Rauchsäulen interpretiert, stammten jedoch von Fumarolen.
Der nächste größere Ausbruch des Korjakski fand 1926 statt. Darauf folgten 30 Jahre vulkanische Inaktivität. Der nächste Ausbruch im Jahre 1956 hatte eine Stärke von drei auf dem Vulkanexplosivitätsindex (VEI) und war damit stärker als die beiden zuvor aufgezeichneten Ausbrüche. Bei den bis Juni 1957 andauernden Eruptionen bildeten sich pyroklastische Ströme und Lahars. 
Am 29. Dezember 2008 brach die Korjakskaja Sopka erneut aus. Bis August 2009 stiegen mehrfach Aschewolken bis zu einem Kilometer hoch auf.